# Anna Madeline Jackson
Pour les articles homonymes, voir Jackson.
Anna Madeline Hungerford Jackson, né le 26 juin 1838 à Eton et morte le 31 mars 1924 à Windlestone (ceb), est une témoin des massacres de Lucknow en 1857 et autrice britannique.

## Biographie
Elle voyage avec son frère Mountstuart Goodricke Jackson, en Inde et lors de la révolte des Cipayes, est sauvée de la tuerie avec Amelia Orr mais son frère est tué,. Elle laisse un récit des événements : A personal Narrative of the Indian Mutiny 1857 publié en 1880.
Jules Verne la mentionne dans son roman La Maison à vapeur (partie 1, chapitre II) lorsqu'il évoque les veuves après l'événement. Improprement il écrit qu'elle accompagna son mari alors qu'il s'agissait de son frère.